# Сен-Бонне-Авалуз
Сен-Бонне́-Авалу́з (фр. Saint-Bonnet-Avalouze, окс. Sent Bonet Avalosa) — коммуна во Франции, находится в регионе Лимузен. Департамент — Коррез. Входит в состав кантона Тюль-Кампань-Сюд. Округ коммуны — Тюль.
Код INSEE коммуны — 19185.
Коммуна расположена приблизительно в 410 км к югу от Парижа, в 80 км юго-восточнее Лиможа, в 6 км к востоку от Тюля.

## Население
Население коммуны на 2008 год составляло 206 человек.
| 1962 | 1968 | 1975 | 1982 | 1990 | 1999 | 2008 |
| ---- | ---- | ---- | ---- | ---- | ---- | ---- |
| 145  | 167  | 170  | 215  | 246  | 249  | 206  |

## Экономика

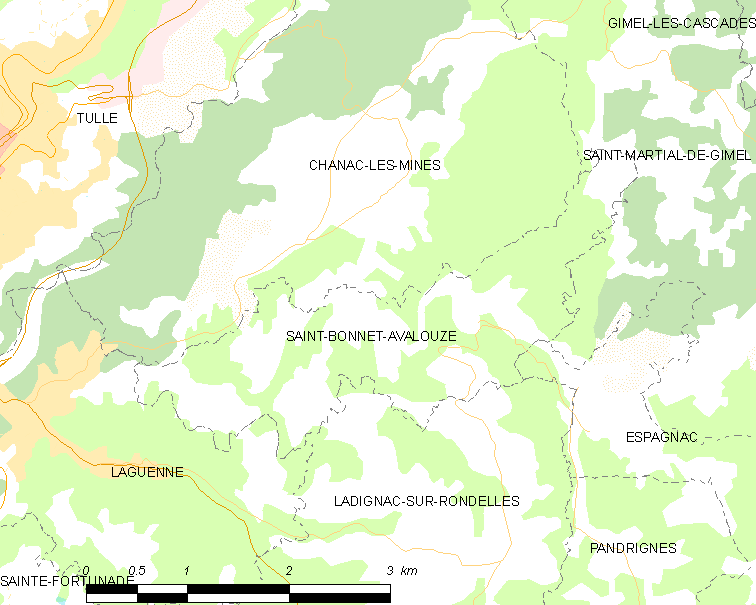
Карта коммуны

В 2007 году среди 148 человек в трудоспособном возрасте (15-64 лет) 103 были экономически активными, 45 — неактивными (показатель активности — 69,6 %, в 1999 году было 77,5 %). Из 103 активных работали 99 человек (52 мужчины и 47 женщин), безработных было 4 (2 мужчин и 2 женщины). Среди 45 неактивных 6 человек были учениками или студентами, 25 — пенсионерами, 14 были неактивными по другим причинам.

## Достопримечательности
- Церковь Сен-Бонне-де-Клермон (XIII век). Памятник истории с 1927 года[3]